# Pleogynopteryx reddensis
Pleogynopteryx reddensis är en fjärilsart som beskrevs av Eugen Wehrli 1941. Pleogynopteryx reddensis ingår i släktet Pleogynopteryx och familjen mätare. Inga underarter finns listade i Catalogue of Life.